# RCA Inspiration
RCA Inspiration (раніше Verity Gospel Music Group) — музичний гурт у стилі госпел, що працює під керівництвом Sony Music.

## Історія
Наприкінці 2002 року BMG завершила покупку Zomba Group за 2,74 мільярда доларів США і в рамках цієї угоди придбала госпел-лейбл Verity Records. У 2004 році BMG придбала GospoCentric Records і її сублейбл B'Rite Music, які вже мали зв'язки з Zomba ще до покупки. Коли BMG реорганізувала лейбли Zomba в Zomba Label Group, ці лейбли спочатку були перенесені туди, однак у 2005 році Zomba об’єднала свої інтереси щодо євангелії в новому Zomba Gospel і керувала ним у Zomba Label Group. Нова група складалася з Verity Records, GospoCentric Records і чотирьох авторських імпринтів: Quiet Water Entertainment (Дональд Лоуренс), Fo Yo Soul Entertainment (Кірк Франклін), New Life Records (Джон П. Кі) і F. Hammond Music (Фред Хаммонд).). Коли BMG і Sony створили Sony BMG, Zomba Gospel (як частина Zomba Label Group) було передано BMG Label Group як об’єднання інтересів BMG у злитті.

## Лейбли
- Fo Yo Soul
- GospoCentric Records
- B-Rite Music
- Quiet Water Entertainment
- Verity Records